# Теория множественного интеллекта
Теория множественного интеллекта — теория, предложенная Говардом Гарднером в 1983 году как модель интеллекта, которая рассматривает интеллект в различных конкретных (в первую очередь сенсорных) условиях, а не как доминирование одной общей способности к чему-либо.
Гарднер утверждает, что существует широкий спектр когнитивных способностей и есть лишь очень слабая корреляция между ними. Например, теория предсказывает, что ребёнок, который легко обучается умножению, не обязательно умнее, чем ребёнок, который имеет большие трудности в обучении этому процессу. Ребёнок, который тратит больше времени, чтобы освоить простое умножение: 1) может лучше научиться умножению через другой подход; 2) может преуспеть в сферах деятельности за пределами математики; или 3) возможно, даже смотрит на понимание процесса умножения на принципиально более глубоком уровне или, возможно, как на совершенно другой процесс. Такое принципиально более глубокое понимание может привести к тому, что внешне выглядит как медлительность, но на самом деле может скрыть математический интеллект, потенциально более высокий, чем у ребёнка, который быстро запоминает таблицу умножения, несмотря на менее глубокое понимание процесса умножения как такового.
Теория была встречена со смешанной реакцией критики. Традиционные тесты интеллекта в психометрии, как правило, обнаруживают высокую корреляцию между различными задачами и аспектами интеллекта, а не низкую корреляцию, которую предсказывает теория Гарднера. Тем не менее, многие педагоги поддерживают практическую ценность подходов, предложенных теорией.